# Coscinodon hartzii
Coscinodon hartzii là một loài Rêu trong họ Grimmiaceae. Loài này được C.E.O. Jensen mô tả khoa học đầu tiên năm 1898.